# Handball-Oberliga Rheinland-Pfalz/Saar 2004/05
Die Handball-Oberliga Rheinland-Pfalz/Saar 2004/05 wurde unter dem Dach der Handball-Landesverbände Rheinhessen (HVR), Pfalz (PfHV) und Saar (HVS) organisiert. Sie ist die höchste Spielklasse des Verbundes und war unterhalb der Regionalliga als vierthöchste Spielklasse im deutschen Ligensystem eingestuft.

## Saisonverlauf
Die Handball-Oberliga Rheinland-Pfalz/Saar 2004/05 war die dritte Ausspielung dieser Handballliga.

## Modus
Vierzehn Mannschaften spielten eine Hin- und Rückrunde. Nach Abschluss der daraus resultierenden Spieltage ist der Meister in die Regionalliga Süd aufgestiegen. Die zwei letzten Mannschaften mussten in die Verbandsligen absteigen.

## Teilnehmer
Nicht mehr dabei waren die Auf- und Absteiger der Vorsaison. Neu hinzugekommen sind die Absteiger (A) aus der Regionalliga Süd und die Aufsteiger (N) aus den Verbandsligen.

## Abschlussplatzierungen
  1. MSG HF Illtal
- 2. TV Hochdorf
- 3. HSG Völklingen
- 4. MSG HF Untere Saar
- 5. TuS 04 Dansenberg
- 6. SG Saulheim
- 7. VTV Mundenheim
- 8. SV 64 Zweibrücken (N)
- 9. HSG Rhein-Nahe Bingen
- 10 DJK SF Budenheim (A)
- 11 TSG Friesenheim II
- 12 TSV Kuhardt 1920 (N)

 13 TG 1848 Osthofen (N)

 14 TVA Saarbrücken (A)

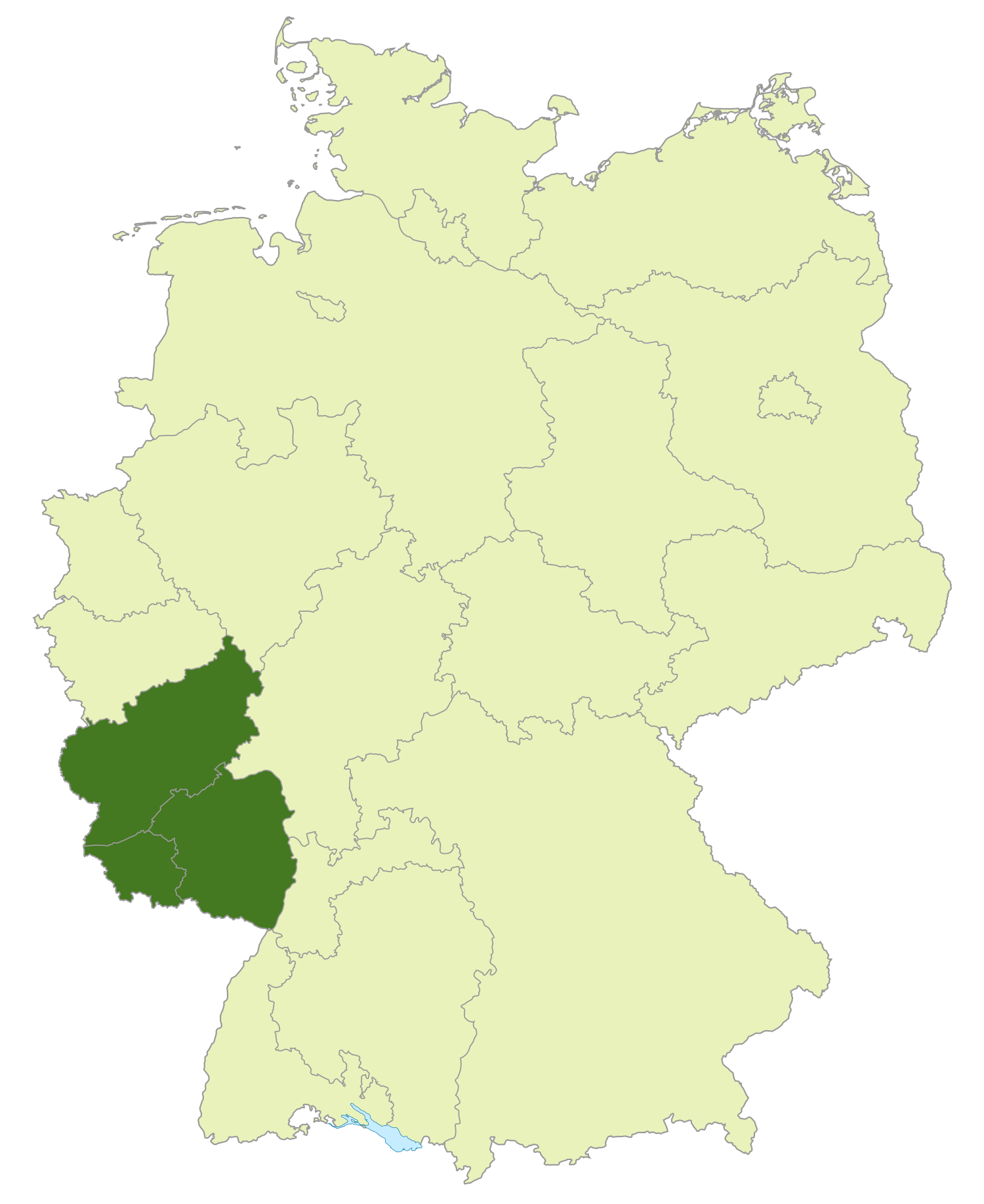
Bereich der Handball-Oberliga
Rheinland-Pfalz / Saarland

(A) = Absteiger aus der Regionalliga Süd (N) = neu in der Liga (R) = Rückzug
 Meister und Aufsteiger zur Regionalliga Süd 2005/06
- Für die Oberliga 2005/06 qualifiziert

 Absteiger